# Variety
Variety – amerykański tygodnik rozrywkowy, wydawany od 1905 w Nowym Jorku. Został założony przez Sime Silvermana. Jest jednym z najpopularniejszych czasopism tego typu w Stanach Zjednoczonych.
6 września 1933 utworzono „Daily Variety”, codzienne czasopismo, istniejące do 19 marca 2013. Zostało reaktywowane w 2019 jako biuletyn e-mailowy, które prezentuje najważniejsze historie z ostatnich 24 godzin od poniedziałku do piątku.
W 1998 „Variety” uruchomiło własną oficjalną stronę internetową, która była jedną z pierwszych czasopism internetowych. W czerwcu 2010 pełna zawartość strony została zablokowana. Blokadę zdjęto w kwietniu 2013, mimo to dostęp do dodatkowych artykułów wymaga subskrypcji.

## Linki zewnętrzne

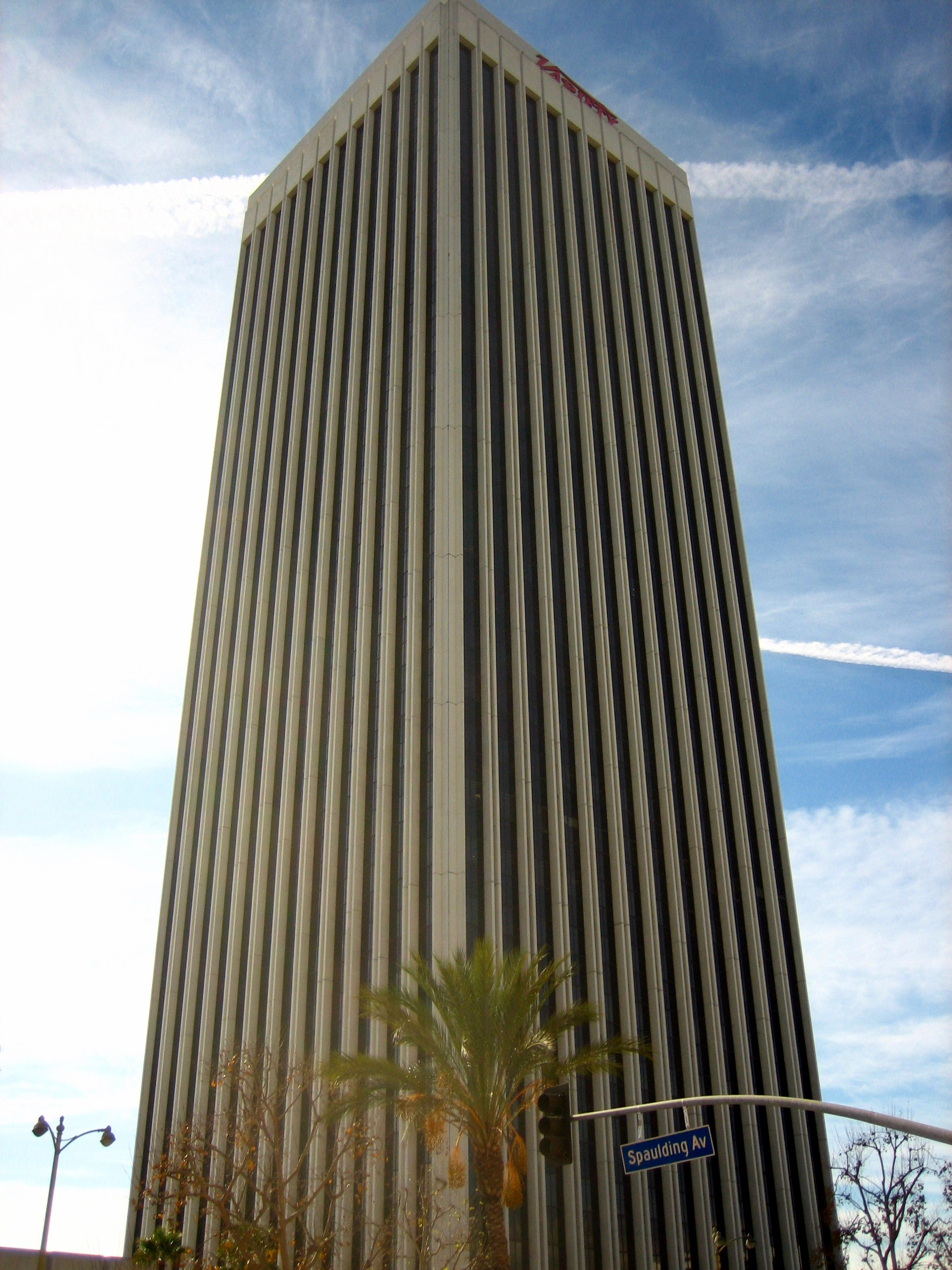
Obecna Siedziba „Variety” przy Wilshire Boulevard w Los Angeles (2008)